# Katy Marchant
Pour les articles homonymes, voir Marchant.
Katy Marchant est une coureuse cycliste britannique née le 30 janvier 1993 à Leeds. Spécialiste du cyclisme sur piste, elle a remporté la médaille de bronze de la vitesse individuelle féminine aux Jeux olympiques d'été de 2016 à Rio de Janeiro.

## Biographie
Katy Marchant pratique dans sa jeunesse l'heptathlon. Elle représente la Grande-Bretagne lors de cette épreuve aux championnats du monde juniors 2012. Lors d'un entrainement, sa performance sur l'ergomètre est remarquée par Toni Minichiello, l'entraîneur de la championne olympique Jessica Ennis-Hill. Il la recommande à la Fédération britannique de cyclisme British Cycling. À ce moment, elle fait du vélo de loisirs sur un VTT et sur la route, mais n'a aucune expérience de la piste. Après une période d'essai de 6 semaines, elle est définitivement passée au cyclisme sur piste. En avril 2013, elle est acceptée dans le programme olympique de l'association. La même année, elle monte sur le podium dans plusieurs disciplines aux championnats de Grande-Bretagne sur piste.
En 2014, elle remporte la médaille de bronze sur le keirin et la vitesse par équipes des championnats d'Europe espoirs (moins de 23 ans). En 2015, elle devient championne d'Europe du keirin espoirs et vice-championne d'Europe de vitesse par équipes espoirs (associée à Victoria Williamson). La même année, elle est championne de Grande-Bretagne du 500 mètres, du keirin et de vitesse par équipes (avec Jessica Varnish). En 2015, elle participe ses premiers mondiaux élites, où elle termine 13e du 500 mètres.
En mars 2016, aux championnats du monde à domicile, elle prend la cinquième place 5e du 500 mètres et de la vitesse par équipes, ainsi que 14e de la vitesse individuelle. Durant l'été, elle est sélectionnée pour participer aux Jeux olympiques de Rio de Janeiro. Elle crée la surprise en atteignant les 1/2 finales du tournoi de vitesse et remporte finalement la médaille de bronze. En 2018, elle participe aux Jeux du Commonwealth, où elle décroche le bronze en vitesse par équipes avec Lauren Bate. Elle est également double championne de Grande-Bretagne sur le 500 mètres et la vitesse. En 2019, elle remporte le keirin de la Coupe du monde de Glasgow. En août 2021, lors des Jeux olympiques de Tokyo, elle se classe sixième de la vitesse individuelle. Lors du keirin, elle chute avec Laurine van Riessen en quarts de finale et est éliminée.
Elle met en pause sa carrière pour donner naissance à son fils Arthur en juin 2022. En début d'année 2023, elle retrouve la compétition lors des championnats nationaux, puis des championnats d'Europe.
Lors des Jeux olympiques de Paris 2024, elle remporte la médaille d'or sur la poursuite par équipe avec la Grande-Bretagne, en battant le record du monde en finale,.
Lors de la dernière étape de l'UCI Track Champions League 2024 à Londres, son guidon s'accroche avec celui d'Alessa-Catriona Pröpster. Les deux cyclistes sont alors éjectées dans les tribunes. L'accident est impressionnant, mais finalement seule une fracture du bras pour Katy Marchant est à déplorer. La compétition ne va cependant pas jusqu'à son terme.

## Palmarès

### Jeux olympiques
- Rio 2016
  -  Médaillée de bronze de la vitesse individuelle
- Tokyo 2020
  - 6e de la vitesse individuelle
  - 13e du keirin
- Paris 2024
  -  Championne olympique de vitesse par équipes
  - 4e du keirin

### Championnats du monde
| Édition / Épreuve              | 500 m | Vitesse individuelle | Vitesse par équipes | Keirin |
| Saint-Quentin-en-Yvelines 2015 | 13e   |                      |                     |        |
| Londres 2016                   | 5e    | 14e                  | 5e                  |        |
| Hong Kong 2017                 | 13e   | 19e                  |                     | 17e    |
| Apeldoorn 2018                 | 8e    | 18e                  | 6e                  | 9e     |
| Pruszków 2019                  | 14e   | 13e                  | 14e                 | 16e    |
| Berlin 2020                    |       | 13e                  |                     | 8e     |
| Ballerup 2024                  |       | Bronze               | Or                  | Bronze |

### Coupe du monde
- 2017-2018
  - 2e du keirin à Milton
- 2018-2019
  - 2e du keirin à Cambridge
- 2019-2020
  - 1re du keirin à Glasgow

### Coupe des nations
- 2024
  - 1re de la vitesse par équipes à Adélaïde
  - 1re de la vitesse par équipes à Hong Kong
  - 2e du keirin à Adélaïde

### Ligue des champions
- 2023
  - 2e de la vitesse à Berlin
  - 2e de la vitesse à Londres (I)

### Jeux du Commonwealth
| Édition / Épreuve | 500 mètres | Vitesse individuelle | Vitesse par équipes |
| Gold Coast 2018   | 6e         | 1/8e de finale       | Bronze              |

### Championnats d'Europe
| Édition / Épreuve      | 500 mètres | Keirin | Vitesse individuelle | Vitesse par équipes |
| Anadia 2014 (espoirs)  | 5e         | Bronze | 4e                   | Bronze              |
| Baie-Mahault 2014      |            | 8e     |                      |                     |
| Athènes 2015 (espoirs) | 4e         | Or     | 4e                   | Argent              |
| Granges 2015           | 4e         | 10e    | 7e                   |                     |
| Berlin 2017            | 6e         |        |                      | 7e                  |
| Glasgow 2018           |            | 6e     |                      | 9e                  |
| Apeldoorn 2019         |            | 8e     | 6e                   |                     |
| Plovdiv 2020           |            |        | 8e                   |                     |
| Granges 2023           | 8e         |        |                      | Argent              |
| Apeldoorn 2024         | Or         |        |                      | Argent              |

### Championnats de Grande-Bretagne
- 2015
  -  Championne de Grande-Bretagne du 500 mètres
  -  Championne de Grande-Bretagne du keirin
  -  Championne de Grande-Bretagne de vitesse
  -  Championne de Grande-Bretagne de vitesse par équipes (avec Jessica Varnish)
- 2018
  -  Championne de Grande-Bretagne du 500 mètres
  -  Championne de Grande-Bretagne de vitesse